# Муктар Едрис
Муктар Едрис (амх. ሙክታር እድሪስ; 14. јануар 1994.) је етиопски атлетичар, тркач на дуге стазе који се такмичи у тркама на атлетској стази на стадионима и у крос тркама у природи.
Муктар је своје прве интернационалне наступе имао 2011. године, заузевши седмо место у јуниорској трци на Светском првенству у кросу 2011.
2012. је освојио златну медаљу на 5.000 метара на Светском јуниорском првенству.
Освојио је бронзу на Светском првенству у кросу 2013. у јуниорској трци, иза сународника Хагоса Гебрхивета.
12. августа 2017. освојио је златну медаљу у трци на 5.000 метара на Светском првенству у Лондону победивши испред Мо Фараха.
30. септембра 2019. победио је у трци на 5.000 метара на Светском атлетском првенству 2019. у Дохи са временом 12:58,85.

## Лични рекорди
- 3.000 метара: 7:30,96 (2021)
- 5.000 метара: 12:54,83 (2014)
- 10.000 метара: 27:17,18 (2015)
- 10 км на друму: 27:57 (2019)

## Међународна такмичења
| Година                  | Такмичење               | Место                        | Позиција                | Дисциплина              | Резултат                | Белешка                 |
| Представљајући Етиопију | Представљајући Етиопију | Представљајући Етиопију      | Представљајући Етиопију | Представљајући Етиопију | Представљајући Етиопију | Представљајући Етиопију |
| ----------------------- | ----------------------- | ---------------------------- | ----------------------- | ----------------------- | ----------------------- | ----------------------- |
| 2013                    | Светско првенство       | Москва, Русија               | 7.                      | 5000 м                  | 13:29.56                |                         |
| 2015                    | Светско првенство       | Пекинг, Кина                 | 10.                     | 10000 м                 | 27:54.47                |                         |
| 2016                    | Олимпијске игре         | Рио де Жанеиро, Бразил       | Без пласмана            | 5000 м                  | Дисквалификован         |                         |
| 2017                    | Светско првенство       | Лондон, Уједињено Краљевство | 1.                      | 5000 м                  | 13:32.79                |                         |
| 2019                    | Светско првенство       | Доха, Катар                  | 1.                      | 5000 м                  | 12:58.85                |                         |
| 2022                    | Светско првенство       | Јуџин, САД                   | 13.                     | 5000 м                  | 13:24.67                |                         |